# Риголато
Риголато (итал. Rigolato) је насеље у Италији у округу Удине, региону Фурланија-Јулијска крајина.
Према процени из 2011. у насељу је живело 372 становника. Насеље се налази на надморској висини од 847 м.

## Становништво
Према резултатима пописа становништва 2011. у општини је живело 502 становника.
| 1936. | 1951. | 1961. | 1971. | 1981. | 1991. | 2001. | 2011. |
| ----- | ----- | ----- | ----- | ----- | ----- | ----- | ----- |
| 1.931 | 2.058 | 1.910 | 1.272 | 976   | 765   | 641   | 502   |

## Партнерски градови
- Бетонкур (Ду)